# 今村謙斗
今村 謙斗（いまむら けんと、1992年10月31日 - ）は、日本の俳優、モデル、アパレルディレクター。株式会社SQUADManagement所属。

## 人物
B型。身長182cm。C94 W75 H87 S26.5。
趣味はサッカー・アクション・キックボクシング・水泳・スケートボード・スキー。
アパレルブランド『Rconte』のディレクター・モデルを務めている。また同アパレルでは友人のGENERATIONS from EXILE TRIBE 数原龍友がモデル起用されている。
2018年 SUMMER STYLE AWARD 東京大会Stylishguy部門で総合優勝する。
2021年2月26日にモデルのジェイミー夏樹との結婚を発表。同年3月23日に第1子男児が誕生した。後に離婚した。
からあげという名前のプードルを飼っており、専用のインスタグラムがある。
THE RAMPAGE from EXILE TRIBEのLIKIYAの実家の裏に住んでいたことがあり、両親同士の仲が良い。
運転中に車が炎上し、全焼したことがある。

## 出演

### 舞台
- IN EASY MOTION「NO BODY KNOWS」（2014年10月）
- IN EASY MOTION「父より」（2014年12月）
- HANDS UP プロデュース公演「父より」　息子役 （2016年11月 - 12月）
- ミュージカル『テニスの王子様』3rdシーズン - 黒羽春風 役
  - 青学VS六角（2016年12月 - 2017年2月）
  - コンサート Dream Live 2017（2017年5月）
  - 青学VS立海（2017年7月 - 10月）
  - TEAM Party SEIGAKU・ROKKAKU（2017年10月 - 11月）
  - コンサート Dream Live 2018（2018年5月）
  - 秋の大運動会 2019（2019年10月）

### 映画
- 小路紘史監督作品「辰巳」
- セドリック・ニコラス=トロイアン監督作品「ケイト」（2021年）
- 東京リベンジャーズ（2021年7月）[7]
- YUKIHIRO SHODA監督作品「ZONBI KIMO」
- Uehara Kouji監督作品「虹が落ちる前に」（2022年3月）[8]
- 安藤光造監督作品「灰色の壁」（2022年5月）[9]
- HiGH&LOW THE WORST X（2022年） - 上成正人(雷神) 役[10]
- 東京リベンジャーズ2（2023年） - チョンボ 役
- OUT（2023年） - 張川 役
- カラオケ行こ!（2024年、KADOKAWA） - 堂島 役
- 火の華（2025年公開予定） - ジョン・ウスマン 役[11]

### TV
- KTV「彼女はキレイだった」[12]
- BSスカパー!「〜岩城滉一 Bike Style Life〜 51 SENSE」 エンタメ〜テレ「つるの剛士のイジリ単車」[13]
- 闇金ウシジマくん外伝「闇金サイハラさん」（2022年）- 小村 役
- いいね！偉人のサムネイル（2022年）
- TOKYO VICE Season2（2024年）

### ミュージック・ビデオ
- SCANDAL『LOVE ME DO』（2016年2月）
- 安斉かれん 『誰かの来世の夢でもいい』（2019年6月）[14]
- GReeeeN『キミマツ』（2020年6月）[15]
- GENERATIONS from EXILE TRIBE『Summer Vacation (Lyric Video)』（2025年）[16]

### イベント
- HiGH&LOW THE WORST X 最速キックオフイベント（2022年8月）[17]
- 『HiGH&LOW THE WORST X』完成披露試写会＆PREMIUM LIVE SHOW（2022年8月）[18]

### CM
- SUZUKI「Xbee 日本編」
- BROSH 「SHAMPOO&TREATMENT」
- マクドナルド「サムライマック 大人を楽しめ編」
- HECATE「What happened?」
- Call of Duty: Modern Warfare II「応答セヨ 編」